# Cupido albicosta
Cupido albicosta är en fjärilsart som beskrevs av M.Gaede 1918. Cupido albicosta ingår i släktet Cupido och familjen juvelvingar. Inga underarter finns listade i Catalogue of Life.